# Rhododendron dielsianum
Rhododendron dielsianum är en ljungväxtart som beskrevs av Schlechter. Rhododendron dielsianum ingår i släktet rododendron, och familjen ljungväxter. Utöver nominatformen finns också underarten R. d. stylotrichum.